# باك بيكر
باك بيكر (بالإنجليزية: Buck Baker)‏ هو مالك فريق ناسكار ‏ أمريكي، ولد في 4 مارس 1919 في كارولاينا الجنوبية في الولايات المتحدة، وتوفي في 14 أبريل 2002 في تشارلوت في الولايات المتحدة.

## وصلات خارجية
- باك بيكر على موقع Racing-Reference.info (الإنجليزية)
- باك بيكر على موقع DriverDB.com (الإنجليزية)
- باك بيكر على موقع قاعة كارولاينا الشمالية للمشاهير الرياضية (الإنجليزية)